# A Veszélyes tanerők epizódjainak listája
Ez a lista a Veszélyes tanerők című amerikai sorozat epizódjainak felsorolását tartalmazza.

## Évados áttekintés
| Évad | Évad | Részek száma | Részek száma | Eredeti sugárzás  | Eredeti sugárzás  | Eredeti adó | Magyar sugárzás   | Magyar sugárzás  | Magyar adó |
| Évad | Évad | Részek száma | Részek száma | Évadbemutató      | Évadzáró          | Eredeti adó | Évadbemutató      | Évadzáró         | Magyar adó |
| ---- | ---- | ------------ | ------------ | ----------------- | ----------------- | ----------- | ----------------- | ---------------- | ---------- |
|      | 1.   | 10           | 10           | 2016. február 11. | 2016. április 14. | truTV       | 2019. március 9.  | 2019. április 6. | Humor+     |
|      | 2.   | 12           | 12           | 2016. október 6.  | 2016. december 8. | truTV       | 2019. április 13. | 2019. május 18.  | Humor+     |
|      | 3.   | 13           | 13           | 2019. január 19.  | 2019. április 9.  | truTV       | 2019. május 25.   | ?                | Humor+     |

## 1. évad (2016)
| Sor. | Év. | Cím                                                    | Rendező              | Író                                             | Premier                             | Nézettség |
| --- | --- | ------------------------------------------------------ | -------------------- | ----------------------------------------------- | ----------------------------------- | --------- |
| 1. | 1.  | Vissza a suliba, vissza a tutiba (Evan Nix & Adam Nix) | Evan Nix és Adam Nix | Adam Cayton-Holland, Andrew Orvedahl és Ben Roy | 2016. február 11. 2019. március 9.  | 0.444     |
| 2. | 2.  | Oof, Nut City                                          | Fred Goss            | Andrew Orvedahl                                 | 2016. február 11. 2019. március 9.  | 0.317     |
| Megüresedett a diákelnöki poszt, viszont az iskola legnépszerűbb lánya mellett csak egy félénk srác pályázik a posztra. Quinn feladata, hogy a srác megnyerje a választást, így a tanároknak kiadj azt a feladatot, hogy készítsék fel a fiút a nagy vitacsatára. A munka ezen része viszont túlságosan jól sikerül, és akaratlanul, de létrehoznak egy szörnyet. Eközben Abbey és Quinn nem értenek egyet a vitacsata pozitív-negatív kimenetelével.                               |     |                                                        |                      |                                                 |                                     |           |
| 3. | 3.  | Lady and the Skamp                                     | Peter Lauer          | Ben Roy                                         | 2016. február 18. 2019. március 16. | 0.351     |
| Az iskolában szép lassan minden tönkremegy, betörik a fal, összetörnek a székek, elmegy az áram. Ez odáig vezet, hogy Fairbell sérülést szenved. Shoemaker Quinn igazgatóhoz rohan, hogy változtasson a helyzeten, de üres fülekre talál, mondván nincs elég pénze az iskolának a javíttatásokra. Shoemaker kezébe veszi az ügyet sztrájkot indítva a tanárokkal. Még ha Fairbell nem is vesz részt mindebben, a végén őt veszi elő a szakszervezet az engedély nélküli sztrájknál. |     |                                                        |                      |                                                 |                                     |           |
| 4. | 4.  | The Fairbell Tape                                      | Roger Kumble         | Dean Lorey                                      | 2016. február 25. 2019. március 16. | 0.293     |
| A tanárok kifogásolják a szegény munkakörülményeket, amikor is az étel-ital automatákat lecserélik egy egészségesebb rendszer nevében. Természetesen a tanárok sztrájkba kezdenek emiatt és mindent megtesznek, hogy visszaszerezzék a régi automatákat. |     |                                                        |                      |                                                 |                                     |           |
| 5. | 5.  | Of Lice and Men                                        | Fred Goss            | Adam Cayton-Holland                             | 2016. március 3. 2019. március 23.  | 0.384     |
| Miután a Smoot-High gimnáziumban elterjed a tetűjárvány, Loren a saját kezébe veszi a dolgokat, szabad kezet kapva Quinn igazgatótól. Karantént rendel el a gyerekeknek, akikre Abbey felügyel. Shoemaker és Tammy kapja a feladatot, hogy a gyereke haját levágják, és mindez egy fodrászversenybe torkollik. |     |                                                        |                      |                                                 |                                     |           |
| 6. | 6.  | What's Eating Uncle Jake?                              | Evan Nix és Adam Nix | Kate Heckmanés és Ian McLees                    | 2016. március 10. 2019. március 23. | 0.203     |
| Miután Fairbell a lány csapatot az állami bajnokságra bejuttatta, egy új edzőt neveznek ki a csapat irányítására. Shoemaker vállalja a társedzői posztot. Loren pedig szponzort szerez a csapat számára. |     |                                                        |                      |                                                 |                                     |           |
| 7. | 7.  | For Whom the Bell's Toll                               | Peter Lauer          | Rodney Barnes                                   | 2016. március 24. 2019. március 30. | 0.356     |
| 8. | 8.  | Wet Dreams May Come                                    | Evan Nix és Adam Nix | Joey Slamon                                     | 2016. március 31. 2019. március 30. | 0.343     |
| 9. | 9.  | K-Pop Goes the Weasel                                  | Bobcat Goldthwait    | Andrew Orvedahl és Joey Slamon                  | 2016. április 7. 2019. április 6.   | 0.322     |
| 10. | 10. | Take a Wonka on the Wild Side                          | Bobcat Goldthwait    | Adam Cayton-Holland és Ben Roy                  | 2016. április 14. 2019. április 6.  | 0.309     |

## 2. évad (2016)
| Sor. | Év. | Cím                         | Rendező           | Író                            | Premier                              | Nézettség |
| --- | --- | --------------------------- | ----------------- | ------------------------------ | ------------------------------------ | --------- |
| 11. | 1.  | Rod Man Out                 | Peter Lauer       | Andrew Orvedahl                | 2016. október 6. 2019. április 13.   | 0.339     |
| A fiúk visszatértek a nyári szünetből, természetesen ugyanolyan lelkesedéssel és tanítási vággyal. Mivel az igazgatót letartóztatták, így a titkárnője lett a helyettese, aki rögtön súlyos változásokat kezd bevezetni.                                 |     |                             |                   |                                |                                      |           |
| 12. | 2.  | Foreskin in the Game        | Nancy Hower       | Adam Cayton-Holland            | 2016. október 13. 2019. április 13.  | 0.239     |
| Az új igazgató-helyettes hamar szoros barátságba kerül Fairbellel, ami rosszul esik Lorennek. A férfi annyira nem tud mit kezdeni magával, hogy már a suli legszerencsétlenebb tanárával is összeáll.                                                    |     |                             |                   |                                |                                      |           |
| 13. | 3.  | Plains High School Drifter  | Nancy Hower       | Chris Marrs                    | 2016. október 20. 2019. április 20.  | 0.242     |
| 14. | 4.  | 8 Mile High                 | Peter Lauer       | Adam Cayton-Holland            | 2016. október 20. 2019. április 20.  | N/A       |
| 15. | 5.  | White Guilt Trip            | Matt Sohn         | Ben Roy                        | 2016. október 27. 2019. április 27.  | 0.256     |
| Loren titokban sört főz az iskolában, azonban Rod lebuktatja, így ketten állnak neki és próbálják megalkotni a tökéletes sört. Abby és Fairbell felvilágosító órát tart a diákoknak.                                                                     |     |                             |                   |                                |                                      |           |
| 16. | 6.  | The Trial of Geoffrey Quinn | Bobcat Goldthwait | Andrew Orvedahl és Joey Slamon | 2016. november 10. 2019. április 27. | 0.191     |
| Eljött a nap Quinn tárgyalásának, Shoemaker, Abby, Fairbell és Loren is tanúmeghívást kaptak. Eközben Cattie megkéri Leslie-t, hogy alakítsa át a Smootot egy megfelelõ, példaértékű iskolává a kiküldött riporter számára.                              |     |                             |                   |                                |                                      |           |
| 17. | 7.  | Detergent Dawn              | Bobcat Goldthwait | Dean Lorey                     | 2016. november 17. 2019. május 4.    | 0.151     |
| 18. | 8.  | A New Dog In The Yard       | Peter Lauer       | Ian McLees                     | 2016. november 17. 2019. május 4.    | 0.112     |
| 19. | 9.  | Normal Activity             | Bobcat Goldthwait | Andrew Orvedahl és Joey Slamon | 2016. december 1. 2019. május 11.    | 0.150     |
| A srácok kamerával felszerelkezve betörnek az iskolába, ahol különös eseményeknek lesznek szemtanúi. Fairbell feltűnően megváltozik, amit csak Abbey és Quinn igazgató vesz észre. Shoemaker barátnőjét baleset éri, ami miatt a férfi magát hibáztatja. |     |                             |                   |                                |                                      |           |
| 20. | 10. | Elect-ile Dysfunction       | Jay Karas         | Ben Roy                        | 2016. december 1. 2019. május 11.    | N/A       |
| Választásokat tartanak az iskolában, ami természetesen balul sül el. Fairbellen múlik az új polgármester sorsa, ami a többieket persze zavarja. |     |                             |                   |                                |                                      |           |
| 21. | 11. | Mid-Bryce Crisis            | Jay Karas         | Anne Gregory                   | 2016. december 8. 2019. május 18.    | 0.190     |
| 22. | 12. | Graduation                  | Bobcat Goldthwait | Joey Slamon és Kate Heckman    | 2016. december 8. 2019. május 18.    | 0.158     |

## 3. évad (2019)
| Sor. | Év. | Cím                           | Rendező              | Író                 | Premier                            | Nézettség |
| ---- | --- | ----------------------------- | -------------------- | ------------------- | ---------------------------------- | --------- |
| 23.  | 1.  | All's Fairbell                | Nancy Hower          | Ben Roy             | 2019. január 14. 2019. május 25.   | 0.163     |
| 24.  | 2.  | The Running of the Bullies    | Jay Karas            | Andrew Weinberg     | 2019. január 21. 2019. május 25.   | 0.145     |
| 25.  | 3.  | You Can't Go Homecoming Again | Steven Tsuchida      | Andrew Orvedahl     | 2019. janauár 28.                  | 0.165     |
| 26.  | 4.  | A Smoot Holiday Coincidence   | Nancy Hower          | Chris Marrs         | 2019. február 4.                   | 0.162     |
| 27.  | 5.  | Escapegoats                   | Jay Karas            | Lisa Best           | 2019. február 11. 2019. június 8.  | 0.171     |
| 28.  | 6.  | Taco Tuesday                  | Peter Lauer          | Andrew Weinberg     | 2019. február 18. 2019. június 8.  | N/A       |
| 29.  | 7.  | One-Ding Wonder               | Evan Nix és Adam Nix | Adam Cayton-Holland | 2019. február 25. 2019. június 15. | N/A       |
| 30.  | 8.  | Grisly Man                    | Peter Lauer          | Andrew Orvedahl     | 2019. március 4. 2019. június 15.  | TBD       |
| 31.  | 9.  | Those Who Could've            | Alex Reid            | Chris Marrs         | 2019. március 11. 2019. június 23. | TBD       |
| 32.  | 10. | SKAppily Ever After           | Ross Novie           | Adam Cayton-Holland | 2019. március 18. 2019. június 23. | TBD       |
| 33.  | 11. | Big Ol' Scams                 | Krysia Plonka        | Janette Timm        | 2019. március 25.                  | TBD       |
| 34.  | 12. | Abbey's Road                  | Steven Tsuchida      | Lisa Best           | 2019. április 1.                   | TBD       |
| 35.  | 13. | Yes We Scan                   | Peter Lauer          | Ben Roy             | 2019. április 8.                   | TBD       |